# Olga Mata
Olga Lucila Mata de Gil (c. 1949) es una venezolana detenida en abril de 2022 por grabar un video humorístico publicado en la red social TikTok en el que nombra arepas después de altos funcionarios oficialistas. 

## Proceso
El 13 de abril de 2022 se emitió una orden de detención contra Olga después de grabara un video humorístico publicado en la red social TikTok en el que nombra diferentes arepas con el nombre de altos funcionarios oficialistas y del tipo de relleno que llevan. Su hijo, Florencio Gil Mata, fue detenido, y ambos fueron acusados del delito de «promoción o instigación al odio». Tarek William Saab, el fiscal general impuesto por la Asamblea Nacional Constituyente de 2017, dispuso el Tribunal Especial 4° de Control «con competencia en casos vinculados al terrorismo». William Saab posteriormente difundió un video de Olga ofreciendo disculpas por el contenido del video; el Ministerio Público y el Tribunal Especial acordaron una medida cautelar contra ella.
La organización no gubernamental Espacio Público, dedicada a la promoción y defensa del derecho de libertad de expresión, condenó la detención y recordó que «el derecho a grabar y difundir un video ejerciendo el pleno goce de la libertad de expresión en su dimensión individual y social, a través del humor, no es motivo de detención ni es delito».